# Снимок экрана

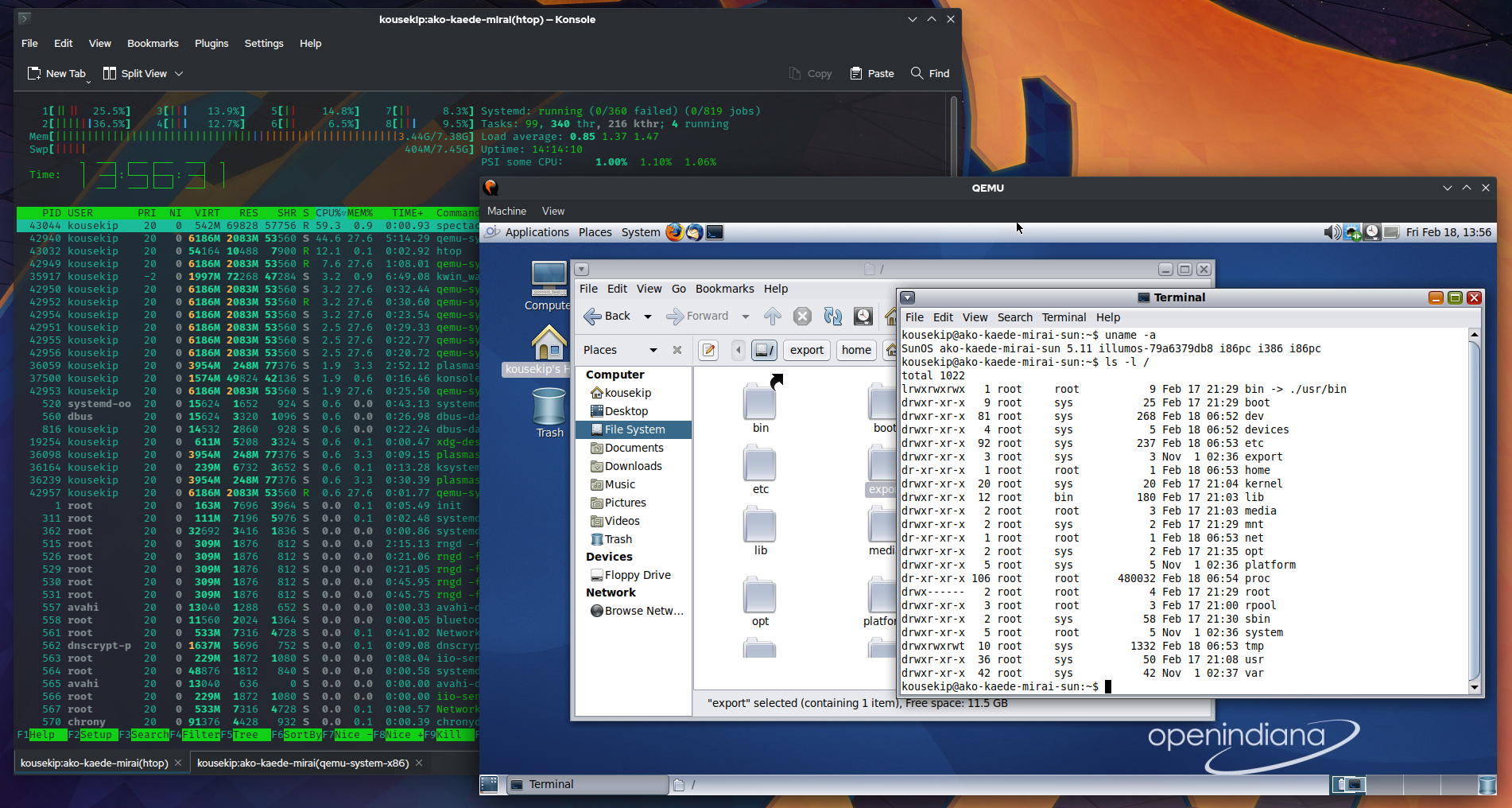
Скриншот компьютерного дисплея

Снимок экрана или скриншо́т (от англ. screenshot) — это аналоговое или цифровое изображение, передающее содержимое дисплея устройства. Скриншот создается (пленочной) камерой, снимающей экран, или операционной системой или программным обеспечением, работающим на устройстве. Скриншоты позволяют сохранять различную информацию с экрана. Также скриншоты массово используются на различных информационных ресурсах для того, чтобы передать внешний вид интерфейса различных программ.

## Методы создания скриншотов

### Цифровые технологии
Одним из первых сохранившихся снимков экрана компьютера, сделанных с целью демонстрации содержимого экрана, была фотография изображённая на экране одного из пультов системы SAGE, девушки в стиле пин-ап, сделанная с помощью катодно-лучевой трубки в 1959 году. Иногда текстовые экраны можно было выгрузить в текстовый файл, но в результате отображалось бы только содержимое экрана, а не внешний вид операционной системы, и графические экраны таким образом не сохранялись. В некоторых, диалектах языка программирования —  Basic (например в FreeBasic) была команда BSave, которая могла использоваться для захвата области памяти, где хранились экранные данные.[значимость факта?].
Большинство скриншотов представляют собой растровые изображения, но некоторые векторные графические среды, такие как Cairo, способны генерировать векторные скриншоты.

### Фотографические техники
Наборы для создания скриншотов были доступны для стандартных (пленочных) камер и включали длинный антирефлексный козырек, который крепился между экраном и объективом камеры, а также макрообъектив для камеры. Пленка Polaroid была популярна для захвата скриншотов из-за мгновенных результатов и возможности фокусировки на близком расстоянии, которую обеспечивали камеры Polaroid.

### Инструменты для создания скриншотов
Некоторые браузеры, например Firefox или Microsoft Edge имеют функцию сфотографировать всю веб-страницу или её часть.
Известные программы для создания снимков экрана:
- Bandicam
- Camtasia
- CamStudio
- Greenshot
- IrfanView
- Jing
- KSnapshot
- Lightscreen
- Ножницы (Windows)
- Monosnap
- ShareX[англ.]
- Snagit
- Xfire
- XnView
- Xwd
- PicPick

## Вопросы авторского права
Некоторые компании считают, что использование скриншотов является нарушением авторских прав на их программы, так как это производная от другого искусства, созданного для программного обеспечения. Независимо от авторских прав, скриншоты все равно могут законно использоваться в соответствии с принципом добросовестного использования в США или аналогичными законами в других странах. Скриншоты также стали объектом изучения в академических исследованиях в таких областях, как право, медиастудии и семиотика.